# Verler See
Der Verler See ist ein durch Sandabbau entstandener See südöstlich des zur Stadt Verl gehörenden Ortsteils Sürenheide.

## Lage
Der Verler See befindet sich in der Emssandebene innerhalb der Westfälischen Bucht im Osten des Kreises Gütersloh. Das rund 7,5 ha große Gewässer liegt komplett auf dem Gebiet der Stadt Verl und stellt nach dem nordöstlicher liegenden A2-See die zweitgrößte Wasserfläche im Stadtgebiet dar. In nordwestlicher Richtung befindet sich der Verler Ortsteil Sürenheide; ein ebenfalls zu Sürenheide gehörender neuerer Siedlungsbereich grenzt zudem direkt an das Nordufer an. 
Nur knapp südlich der Seefläche befindet sich der Lauf des Ölbaches, eine Verbindung zu diesem Gewässer besteht jedoch nur über einen Abfluss im Westen des Verler Sees.

## Nutzung
Der Verler See entstand zu Beginn der 1980er Jahre zum Zwecke der wirtschaftlichen Gewinnung von Sand, der Sandabbau wurde jedoch bereits vor Jahren eingestellt. Heute dient das Gewässer als Naherholungsgebiet und Angelrevier. Aufgrund der bei Baggerseen üblichen Probleme hinsichtlich Eutrophierung, Schwankungen der Wassertemperatur sowie instabiler Uferböschungen ist das Baden im Verler See nicht erlaubt. 

## Impressionen

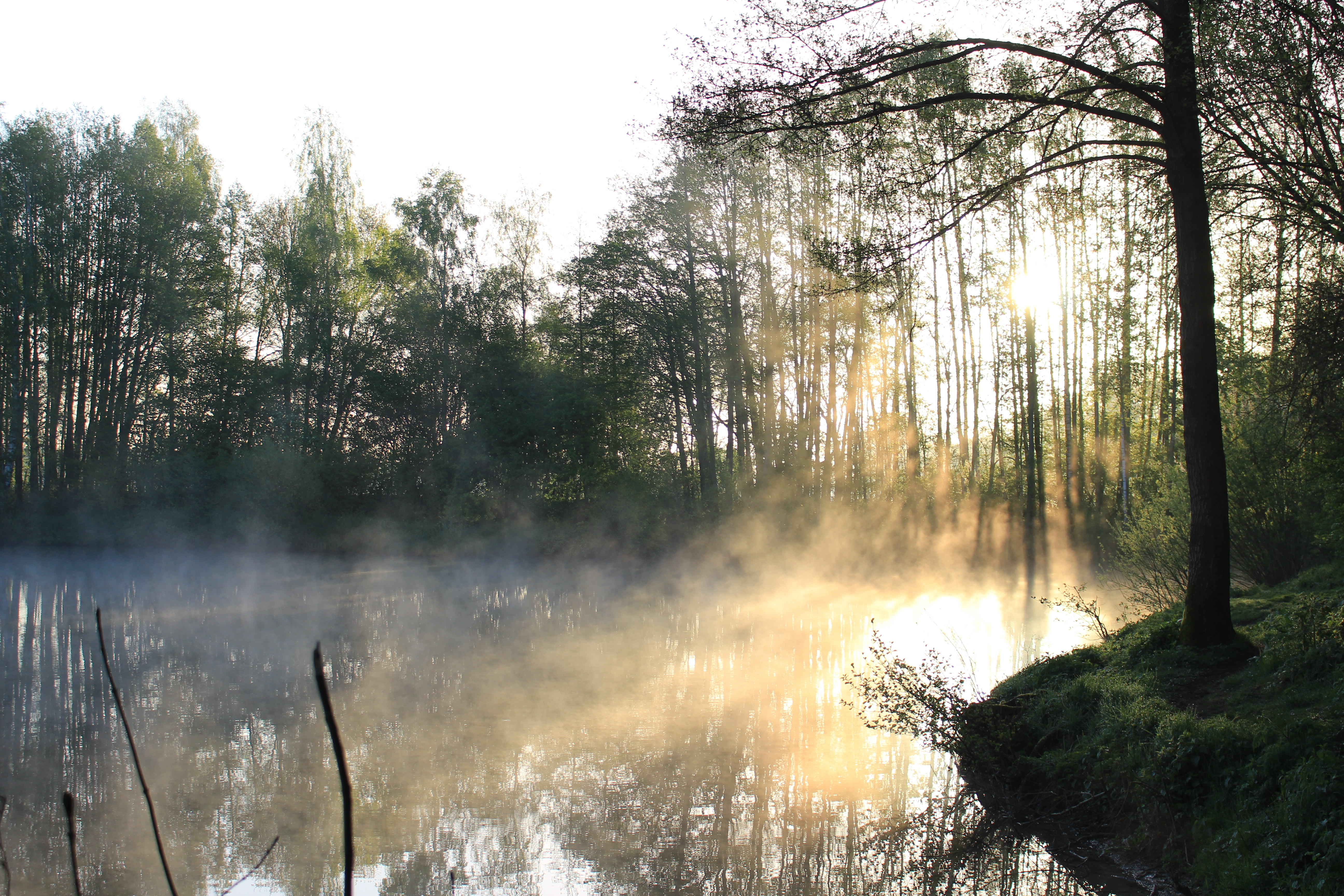
Vernebelter Verler See im Morgengrauen, 2016
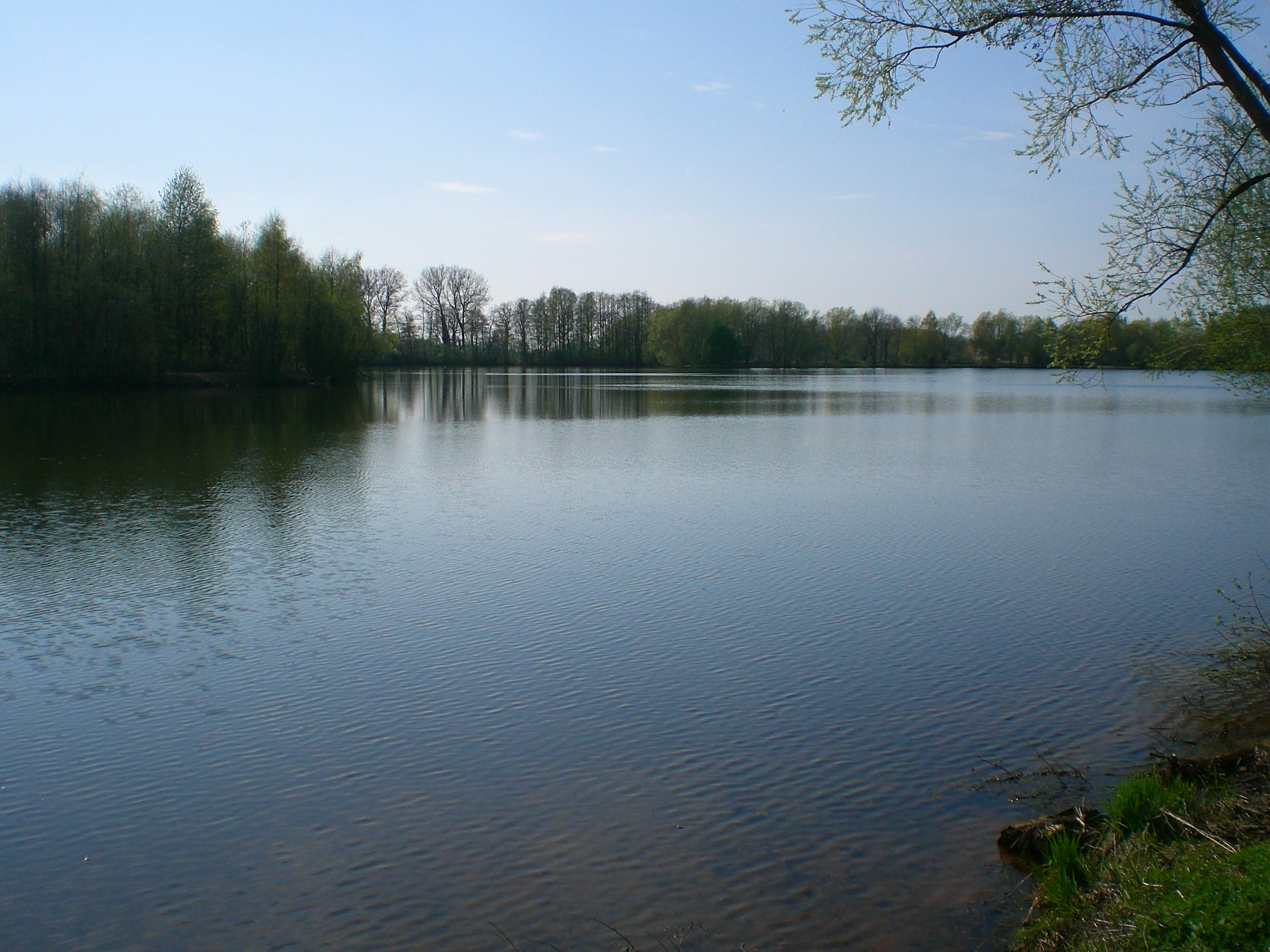
Verler See, 2009